# Iluminación de libros góticos

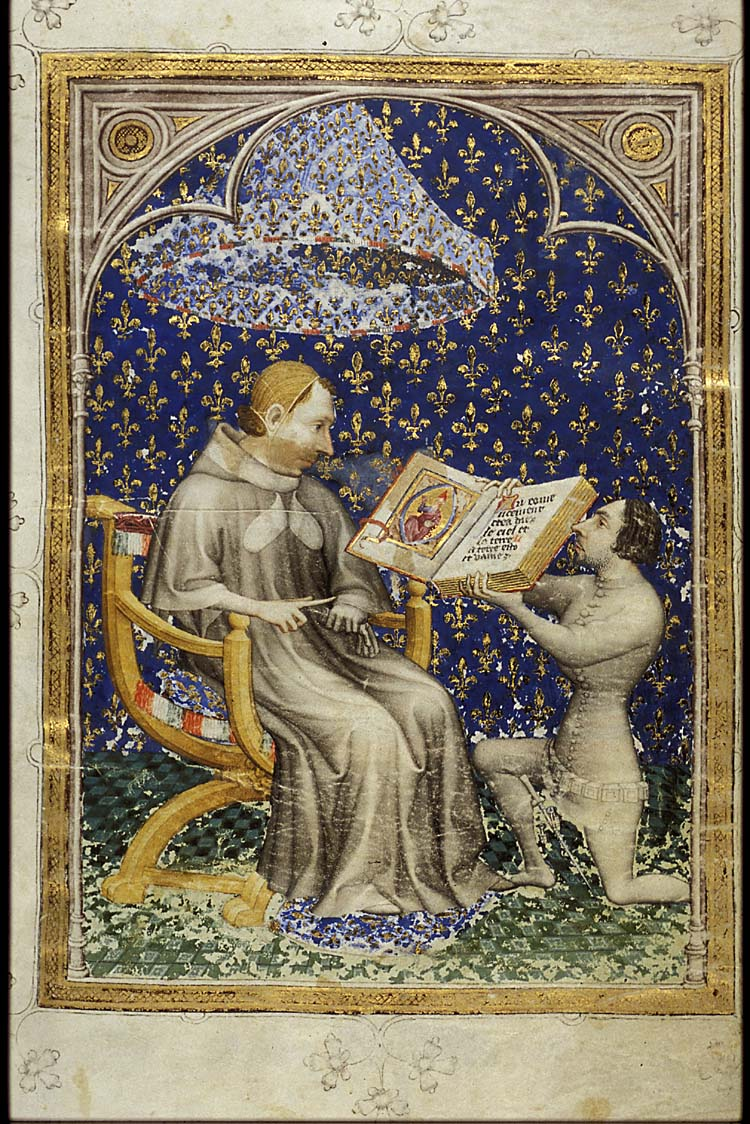
Jean de Bondol : Jean de Vaudetar presenta su obra, la Biblia historiale, como regalo del rey Carlos V (Francia, 1371/72).

La iluminación de libros góticos se originó en Francia e Inglaterra, donde comenzó alrededor de 1160/70, mientras que las formas románicas siguieron siendo dominantes en Alemania hasta alrededor de 1300. Como nación líder en arte, Francia siguió siendo decisiva para los desarrollos estilísticos de la iluminación de libros a lo largo de toda la época gótica. Con la transición del gótico tardío al renacimiento, la iluminación de libros perdió fuerza en la segunda mitad del siglo XV, en su papel como uno de los géneros artísticos más importantes, como resultado de la difusión de la imprenta.
A la vuelta del siglo XII al XIII, la producción de libros comerciales se sumó a la producción de libros monásticos y, al mismo tiempo, aparecieron más y más personalidades artísticas identificables. [2] Desde el siglo XIV se convirtió en típico el maestro, que regentaba un taller con el que actuaba tanto en la pintura sobre tabla como en la iluminación. Durante el siglo XIII, la alta nobleza reemplazó al clero como cliente más importante, por lo que la literatura cortesana secular se convirtió en tema predilecto de iluminación. Sin embargo, el tipo de libro más ilustrado siguió siendo el libro de horas destinado al uso privado.
En comparación con el románico, la pintura gótica se caracteriza por un estilo suave y amplio de figuras y pliegues fluidos. Esta tendencia se mantuvo vigente durante todo el período gótico, culminando en el llamado estilo suave. Otros rasgos característicos fueron el uso de elementos arquitectónicos contemporáneos para la estructuración decorativa de los campos pictóricos. A partir de la segunda mitad del siglo XII, las iniciales florales (florones), en su mayoría rojas y azules, se usaban en toda Europa como una forma decorativa típica de manuscritos de nivel medio e inferior. Las escenas independientes, que se ejecutaban como iniciales historizadas y drolerías en el borde inferior de la imagen, ofrecieron espacio para representaciones imaginativas que eran independientes del texto ilustrado y contribuyeron significativamente a la individualización de la pintura y la desviación de fórmulas pictóricas rígidas. Un realismo naturalista con perspectiva, profundidad espacial, efectos de luz y anatomía realista de las personas representadas, basado en el realismo del arte del sur de los Países Bajos, se difundió cada vez más a lo largo del siglo XV y apuntó al Renacimiento.
A la vuelta del siglo XII al XIII, la producción de libros comerciales se sumó a la producción de libros monásticos y, al mismo tiempo, aparecieron más y más personalidades artísticas identificables. Desde el siglo XIV se convirtió en típico el maestro, que regentaba un taller con el que actuaba tanto en la pintura sobre tabla como en la iluminación. Durante el siglo XIII, la alta nobleza reemplazó al clero como cliente más importante, por lo que la literatura cortesana secular se convirtió en tema predilecto de iluminación. Sin embargo, el tipo de libro más ilustrado siguió siendo el libro de horas destinado al uso privado.

## Fundamentos de la iluminación gótica

### Marco temporal y geográfico

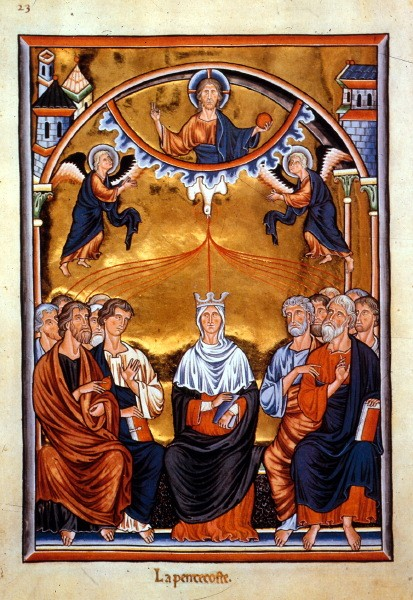
Salterio de Ingeborg, gótico temprano (Tournai, alrededor de 1195).

El gótico es una época estilística de Occidente, es decir, de Europa sin la cultura bizantina, cuyo arte, sin embargo, ejerció una gran influencia sobre el de Europa occidental. El punto de partida del gótico fue Francia, que siguió siendo la principal nación artística europea hasta el período gótico tardío.
Los límites cronológicos del románico anterior y el renacimiento posterior son fluidos y pueden variar varias décadas en diferentes regiones. En Francia, el gótico comenzó a usarse en la iluminación de libros alrededor de 1200, casi cuatro décadas después de que se construyeran las primeras catedrales góticas. Inglaterra se vio afectada por este cambio de estilo alrededor de 1220, mientras que en Alemania las formas románicas a veces sobrevivieron hasta alrededor de 1300.
En todas partes, el cambio de estilo en la pintura fue precedido por el de la arquitectura. Aproximadamente a partir de 1450, la xilografía, especialmente en forma de incunable, comenzó a competir con la elaborada iluminación. La rápida difusión de la impresión de libros y gráficos, en la segunda mitad del siglo XV, que al comienzo eran en su mayoría coloreados a mano posteriormente, llevó a que la iluminación de libros fue suplantada en gran medida, especialmente desde que se desarrolló la calcografía, una técnica de impresión que también hizo posible ilustraciones artísticamente sofisticadas. Ya hacia finales del XV, la calcografía había superado la iluminación de libros no solo en un sentido racional, sino también artístico: grandes artistas del Renacimiento como el Maestro E. S,, Martin Schongauer, Albrecht Dürer o Hans Burgkmair dedicaron su atención prioritaria a las técnicas gráficas y no a la iluminación del libro. Mientras que las impresiones gráficas se convirtieron en un medio masivo, la iluminación de libros una vez más se concentró por completo en magníficos códices representativos, que todavía estuvieron en uso hasta el siglo XVI. El cambio de actividades en la iluminación de libros coincidió aproximadamente con la transición del gótico al renacimiento.

### Materiales y técnicas
La introducción del papel como medio de escritura revolucionó fundamentalmente el comercio del libro. El papel  fue inventado por un funcionario de la corte imperial en China rondando el año 100 d. C., por el siglo XII se impuso en Arabia y llegó en los siglos XIII y XIV a Europa. En el siglo XV reemplazó casi por completo al pergamino y abarató significativamente la producción de libros.
La producción de libros aumentó rápidamente a lo largo del período gótico. En la misma medida en que el libro se volvió asequible para una gama más amplia de personas, el nivel habitual de decoración disminuyó. El magnífico códice representativo con pigmentos de gran colorido, en casos excepcionales también con dorado y sobre pergamino, se convirtió cada vez más en la excepción, la ilustración del texto con dibujos a pluma y veladuras o solo con letras capitales sin pretensiones, en la regla.
Dado que los libros ilustrados a partir del siglo XIII se crearon cada vez más para uso privado, los manuscritos utilitarios de pequeño formato tomaron el lugar de los códices de mayor tamaño para las comunidades monásticas o para la liturgia.

### Artistas y clientes

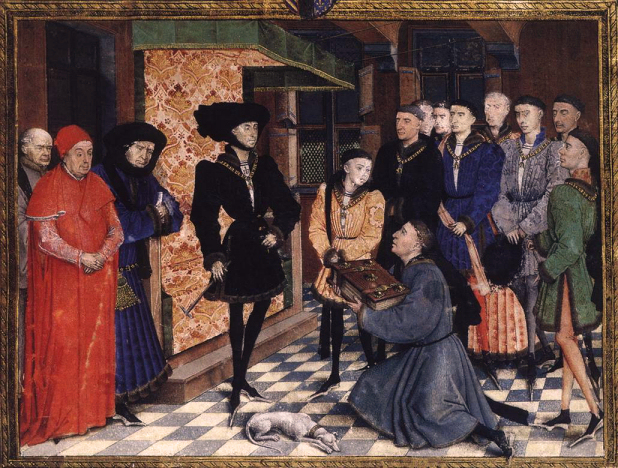
Rogier van der Weyden : Jean Wauquelin presentando su obra a Felipe el Bueno, frontispicio de la Crónica de Hainaut, (Países Bajos del Sur, c. 1446).

A la vuelta del siglo XII al XIIII, la producción de libros comerciales tomó el lugar de la elaboración de libros monásticos. El punto de partida de este grave punto de inflexión fueron las universidades, especialmente las de París y Bolonia, donde, sin embargo, se creó principalmente literatura teológica y jurídica, que se iluminó relativamente poco. La alta nobleza fue más importante para la iluminación de libros, y actuó un poco más tarde como mecenas de la literatura cortesana secular. Las damas nobles jugaron un papel importante en la promoción tanto de la literatura, como la iluminación de libros. En el siglo XIV y especialmente en el XV, este círculo se amplió para incluir a la nobleza baja y oficial, a los patricios y, finalmente, a los comerciantes ricos, para quienes los libros de horas y otros libros devocionales se producían principalmente para uso privado. Los mecenas nobles en particular eran a menudo representados en imágenes dedicatorias en una de las primeras hojas de un manuscrito. Imágenes dedicadas como estas permiten observar la tendencia hacia retratos cada vez más realistas.
Al menos desde mediados del siglo XIII, sin embargo, el apogeo de los scriptoria monásticos había terminado en todas las áreas. Con la aparición de lo talleres comerciales, surgieron en el período gótico cada vez más personalidades artísticas con nombre. Desde el siglo XIV se hizo típico el maestro que dirigía un taller en el que trabajaba tanto en la pintura sobre tabla como en la iluminación. Paralelamente, los scriptoria monásticos siguieron siendo productivos.
Especialmente en los monasterios reformados de la alta Alemania del siglo XV, se puede documentar a menudo, que monjas como Sibylla von Bondorf fueron iluminadoras. Las obras típicas de estas "pinturas de monjas" son coloridas, caracterizadas por la expresión emocional y artísticamente poco exigentes. No se sabe si las monjas también tuvieron participación en las obras destacadas que se hicieron para los conventos de mujeres, o en qué medida las mujeres pudieron trabajar en estudios profesionales. En cualquier caso, iluminaciones magistrales como el Katharinentaler Graduale o el Wonnentaler Graduale fueron creadas para los monasterios de mujeres. La escritora Christine de Pizan informó alrededor de 1405 en la Ciudad de las mujeres sobre una iluminadora Anastasia que, entre otras cosas, iluminó las obras de Christine y superó a todos los artistas de la ciudad de París al pintar adornos de hojas de vid para decorar libros y paisajes de fondo y vendió sus obras a altos precios.
En el siglo XV prevalecieron los talleres independientes, que producían manuscritos económicos con simples veladuras y dibujos de pluma como reserva y sin un pedido específico, y luego publicitaban su programa editorial. El taller más conocido de este tipo fue el de Diebold Lauber, que funcionó entre 1427 y 1467 en Haguenau. Después de la rápida difusión de la imprenta y de las ilustraciones en libros impresos, algunos ilustradores se concentraron nuevamente en manuscritos de lujo representativos. Jan van Eyck, Jean Fouquet y Andrea Mantegna fueron artistas célebres en el umbral del Renacimiento, que surgieron como pintores sobre tabla e iluminadores y dirigieron poderosos talleres. Si bien las idiosincrasias estilísticas regionales retrocedieron, el estilo individual de cada artista ganó importancia.

### Tipos de libros
|  |  |

Página doble de Las muy ricas horas del Duque de Berry de los Hermanos Limbourg (Francia, entre 1410 y 1416).
El espectro de textos ilustrados se expandió significativamente en el período gótico. Especialmente la literatura cortesana secular en lengua vernácula se utilizó desde fines del siglo XII como tema de ilustración y emergió al lado de los textos litúrgicos latinos. El único género profano que se iluminó al más alto nivel pictórico con panes de oro y aguadas fue la crónica. Crónicas del mundo combinaron la historiografía con la literatura religiosa laica. Llama la atención que las epopeyas heroicas alemanas se ilustraron tardíamente y luego raramente y con bajos estándares, mientras que la canción de gesta, sobre las hazañas de Carlomagno en Francia, que parece estar más estrechamente asociada con la historiografía, fue ilustrada de manera particularmente elaborada en Francia. También se crearon manuscritos magníficos, pero sin fondos de oro, para colecciones de épica o poesía cortesana. Un ejemplo famoso de un tal manuscrito colectivo es el Codex Manesse, que fue creado alrededor de 1300 en Zúrich.
En el entorno de las universidades, sobre todo en el siglo XIII, fueron iluminados textos de divulgación y técnicos. Los libros jurídicos dominaron en Bolonia. El campo del derecho también incluía las bulas imperiales o papales, de las cuales el ejemplo ilustrado más famoso es la Bula de Oro de 1356 de Carlos IV en una obra por encargo del rey Wenceslao. Una fuente legal ilustrada profusamente para uso práctico y no académico fue el Espejo Sajón de Eike von Repgow.
Sin embargo, el manuscrito ilustrado típico del período gótico siguió siendo el libro religioso, que, a diferencia de épocas anteriores, estaba destinado principalmente a la devoción privada de los laicos. En el siglo XIII, el Salterio estaba destinado principalmente a este propósito, del que luego surgió el Libro de Horas, que se convirtió en el tipo de libro más ilustrado. Las Biblias con figuras en miniatura y la Biblia pauperum también pertenecen al ámbito de la piedad laica. Los tratados teológicos de los Padres de la Iglesia, los grandes escolásticos y místicos, las leyendas de los santos y los autores de la antigüedad latina y griega fueron ilustrados en gran número en el ambiente universitario y monástico.

### Influencias de otras artes
Mientras que los murales fueron pioneros para la ilustración de libros románicos, la ilustración gótica tomó principalmente sugerencias de los vitrales, que tuvieron una influencia decisiva en las catedrales góticas. La iluminación adoptó de inmediato del rojo brillante y el azul frecuentemente dominantes en las miniaturas. Un poco más tarde, la iluminación también transfirió la tracería de la arquitectura catedralicia gótica a su medio. Las formas arquitectónicas eran comunes como ornamentos pictóricos, recordando los piñones, pináculos, rosetones, hastiales, frisos y tréboles de Sainte-Chapelle en París o las grandes catedrales góticas. Los colores brillantes en rojo, azul y dorado podrían indicar la decoración colorida de las catedrales góticas, que solo se puede encontrar en fuentes escritas pero que ya no se conserva en las iglesias.enos en lo que respecta a las aguadas. La adaptación de los vitrales afectó particularmente al patrón de fondo de las miniaturas, el dorado contribuyó a la luminosidad de los manuscritos.
La dependencia de los vitrales es particularmente evidente en la Biblia moralizada  gótica francesa temprana, que ha sobrevivido en 14 manuscritos. Las escenas bíblicas y sus correspondencias tipológicas se enfrentan aquí en campos redondos. Además de la disposición de las figuras, también el colorido y el estilo de los vitrales góticos de las catedrales francesas se reflejan en las miniaturas.

## Historia del estilo

### Características y desarrollos estilísticos generales
Las características estilísticas que permanecieron válidas durante todo el período gótico fueron un estilo de figuras suaves y amplias con un diseño lineal flexible y curvilíneo, elegancia cortesana, figuras alargadas y pliegues fluidos. Otra característica fue el uso de elementos arquitectónicos contemporáneos para la estructuración decorativa de los campos pictóricos.
A partir de la segunda mitad del siglo XII las iniciales florón, en su mayoría rojas y azules, se usaban en toda Europa como una forma decorativa típica de manuscritos de nivel medio e inferior. En la mayoría de los manuscritos góticos, el florón es la única forma de decoración y fue realizado por el rubricador, que solía ser idéntico al escriba, especialmente en el caso de manuscritos poco exigentes. El florón es particularmente útil como guía para fechar y localizar manuscritos.
Las escenas independientes, que se insertaron como iniciales historiadas y drolerías en el borde inferior de la imagen, dieron lugar a representaciones imaginativas independientes del texto ilustrado y contribuyeron significativamente a la individualización de la pintura y al alejamiento de fórmulas pictóricas rígidas.
Entre 1380 y 1420, como consecuencia de la política matrimonial suprarregional de las casas principescas europeas y la creciente movilidad de los artistas, se desarrolló un lenguaje de formas que se extendió por toda Europa y que se conoce como Gótico Internacional por su relevancia suprarregional. Las características de este estilo eran los pliegues de las prendas y los peinados que fluían suavemente, así como las figuras esbeltas con prendas cortesanas, ajustadas y con cinturones altos. Debido a la línea de carácter suave, en el pasado también se habló del "estilo suave".
Una característica típica de la pintura gótica era presentar las figuras representadas en la moda contemporánea y en la arquitectura gótica, incluso cuando se trataba de eventos bíblicos. Ya en el siglo XIII hubo cada vez más ejemplos de cuadernos de bocetos que ya no solo tomaban modelos iconográficos de otras obras de arte, sino que también presentaban nuevas creaciones basadas en sus propios estudios de la naturaleza y la arquitectura. Un cuaderno de bocetos famoso es el del francés Villard de Honnecourt, que fue creado alrededor de 1235. En el umbral del Renacimiento, a partir del realismo del arte del sur de los Países Bajos, las representaciones naturalistas se hicieron dominantes. La perspectiva, el efecto de profundidad espacial, los efectos de iluminación y la anatomía realista de las personas retratadas continuaron desarrollándose a lo largo del siglo XV y apuntan al Renacimiento.
Después de la expansión de la imprenta, la iluminación de libros se concentró en la segunda mitad del siglo XV en códices figurativos particularmente magníficos para clientes de alto rango. En general, la distinción entre pintura de libros y tablas se volvió cada vez más difícil en el transcurso del período gótico tardío: las miniaturas adoptaron cada vez más las complejas composiciones pictóricas de la pintura monumental y evolucionaron en gran medida desde ilustraciones de texto didáctico hacia imágenes autónomas.

### Francia
Hacia 1200, la cultura cortesana y las bellas artes de Francia habían alcanzado una preeminencia generalmente reconocida en Occidente y se habían extendido por toda Europa. Esta posición hegemónica se vio favorecida por una combinación de varios factores, entre ellos la centralización avanzada de Francia con una monarquía fuertemente influenciada por la monarquía cortesana, el desarrollo de una idea nacional y el carisma de la Universidad de París. En Francia, especialmente en París, comenzó el importante traslado de la producción manuscrita a los talleres profesionales de artistas seculares. Estos se concentraron desde fines del siglo XIII en la parisina rue Erembourg, hoy rue Boutebrie, no lejos de los copistas y los papeleros.
El Salterio de Ingeborg creado en Tournai alrededor de 1195 o la Biblia moralizada son aspectos destacados de la iluminación gótica temprana. En estos manuscritos, el lenguaje formal románico pasa a una fase clásica, caracterizada por túnicas ricas en pliegues que fluyen suavemente y rostros finamente modelados y una nueva corporeidad de las figuras representadas.
El nuevo estilo se constituyó hasta alrededor de 1250, cuando ya había desarrollado todas las características esenciales y se iniciaba el Alto Gótico. Entre los ejemplos representativos del tercer cuarto del siglo XIII se incluyen el Salterio de San Luis, los Evangelios de la Sainte-Chapelle o el Roman de la Poire.
Con Maître Honoré, a fines del siglo XIII, apareció un nuevo tipo de artista destacado: el pintor de la corte, que trabajaba exclusivamente para el rey o un príncipe. Maître Honoré puede ser visto como el primero de estos pintores de la corte y al mismo tiempo el primer iluminador en Francia conocido por su nombre. Él y sus contemporáneos se esforzaron por dotar a sus cuadros de una cualidad tridimensional, creando obras que recuerdan esculturas y relieves en el modelado plástico de las túnicas, los rostros y el cabello. Una obra ejemplar de su taller es el Breviario de Felipe el Hermoso, creado hacia 1290.
La primera representación interior verdaderamente tridimensional al norte de los Alpes se puede encontrar alrededor de 1324-1328 en el Libro de horas de Jeanne d'Evreux, de pequeño formato, del pintor de la corte Jean Pucelle, quien fue el primero en introducir a Francia el arte italiano del Trecento. Al mismo tiempo, introdujo la técnica de la grisalla en la iluminación de libros, que fue muy popular a lo largo del siglo XIV y fue adoptada por sus alumnos, como por ejemplo Jean le Noir. Además, influyó fuertemente en el encuadre típico del Alto Gótico con zarcillos de hojas intercalados con drolerías que envuelven el área de la imagen y el texto. Pucelle fue también el primer iluminador del que dan información varios documentos y entradas en colofones en los años 1325-1334. Se sabe que empleó al menos a tres personas en su taller.
La iluminación de este período estuvo determinada esencialmente por el mecenazgo del rey Carlos V, que gobernó de 1364 a 1380 y es considerado uno de los más grandes bibliófilos de la Edad Media. Al atraer a artistas extranjeros a París, incluidos Jean de Bondol de Brujas y Zebo da Firenze, Carlos V jugó un papel importante en convertir París en un centro internacional de iluminación que tomó un nuevo impulso y se extendió por toda Europa. Sus hermanos Juan I de Berry y Felipe II de Borgoña se convirtieron en igualmente importantes mecenas de las artes. Además de André Beauneveu y Jacquemart de Hesdin, que procedían del flamenco Artois, también estaban al servicio del duque de Berry los hermanos Limbourg, quienes entre 1410 y 1416, crearon el manuscrito ilustrado más famoso del siglo XV: Las muy ricas Horas del duque de Berry, en el que se pueden encontrar los primeros paisajes realistas del arte al norte de los Alpes.
Los primeros interiores en perspectiva central se pueden encontrar en el Maestro Boucicaut, que se remonta a París entre 1405 y 1420. Él y los hermanos Limbourg introdujeron el zarcillo de acanto como motivo decorativo dominante en la iluminación francesa. El Maestro de Bedford, activo en París entre 1405 y 1465, combinó las miniaturas principales con las escenas marginales circundantes como una unidad temática. Jean de Bondol se atrevió incluso a representar al rey de una manera no idealizada en una dedicatoria e introdujo el arte del retrato, más cercano a la realidad, en la iluminación de libros. Juntos, los hermanos Limbourg, el Maestro de Boucicaut, el Maestro de Bedford y Jean Bondol marcan un nuevo período de estilo realista en la iluminación gótica que transformó productivamente el arte italiano del Trecento y el gótico internacional. Al mismo tiempo, se debe mencionar al Maestro de Rohan, quien, mientras tanto, siguió su propio camino y, a veces, ignoró las convenciones de la iluminación francesa.
Además de París, el centro dominante, en el siglo XIV sólo la residencia papal de Aviñón funcionó como un centro de arte independiente. En el segundo cuarto del XV, sin embargo, como resultado de derrotas de Francia ante Inglaterra en la Guerra de los Cien Años y la consiguiente debilidad de la monarquía -la corte real se trasladó a Touraine-, París perdió su posición destacada como centro de arte en favor de la región del Loira y el oeste de Francia, donde las cortes principescas competían con el esplendor del rey y atraían a importantes artistas como pintores de la corte. Incluso en París, por ejemplo, el Maestro de Bedford no estaba al servicio del rey sino del gobernador inglés, Juan de Lancaster, duque de Bedford.
Un nuevo estilo surgió poco después después de mediados de siglo, fuertemente influenciado por el realismo del arte del sur de Holanda. El Maestro Jouvenel, rastreable entre 1447 y 1460, lleva a Jean Fouquet de Tours, que vivió en el tercer cuarto del siglo XV, y fue una destacada personalidad artística de Francia. Sus principales obras incluyen las Horas de Étienne Chevalier y las Grandes crónicas de Francia. Con Fouquet, la pintura francesa se situó en el umbral del gótico al renacimiento. Su obra se considera una síntesis independiente de la tradición pictórica francesa, el primer renacimiento italiano del Quattrocento y el realismo holandés. Especialmente las construcciones perspectivistas, el uso de la luz y la precisión histórica de sus cuadros demuestran que Fouquet fue uno de los pintores más importantes de la época.
El único iluminador de la talla de Fouquet fue el holandés Barthélemy d'Eyck, quien ilustró El libro del corazón inflamado para René d'Anjou entre 1457 y 1470. Después de Fouquet, solo aparecen algunos iluminadores, incluidos  Jean Colombe en Bourges,  Maître François en París y Jean Bourdichon en Tours.

### Inglaterra
Alrededor de 1220 tuvo lugar en Inglaterra la transición gradual de la iluminación románica a la gótica. La conexión más fuerte con la iluminación francesa se encuentra en los talleres asociados con la corte inglesa, que, sin embargo, jugó un papel menor en el encargo de manuscritos iluminados en comparación con los reyes franceses. Los animales grotescos y las figuras caprichosas de las drolerías, que en gran parte estaban separados del texto, son particularmente característicos de la iluminación de libros en inglés entre 1280 y 1340. Además de las ilustraciones pintadas en colores opacos con un fondo dorado, la iluminación de libros en inglés continuó con la técnica del dibujo en color, que estaba particularmente extendida en las islas británicas.
El monje benedictino Mateo de París del monasterio de St Albans destaca como autor, escriba e iluminador y pertenecía al círculo más cercano de consejeros del rey Enrique III. Su obra principal es la Chronica majora, que ilustró con dibujos a pluma parcialmente velados, algunos de los cuales se basaron en sus propios relatos como testigo presencial. El scriptorium de Salisbury se basó en el estilo de St Albans. En las inmediaciones de la universidad, se establecieron en el segundo tercio del siglo XIII talleres basados en el ejemplo de París. Aquí trabajó William de Brailes, quien pintó y  firmó varias de sus miniaturas a mediados del siglo XIIII, y es así uno de los pocos iluminadores de este tiempo conocido por su nombre. También hubo talleres importantes en Londres, donde había compradores particularmente adinerados.
El tipo de libro ilustrado con más frecuencia en el gótico inglés fue el Salterio, incluso cuando en el siglo XIV, en el continente, el libro de horas ya había prevalecido hacía mucho tiempo. Entre los salterios más importantes del gótico inglés del siglo XIII destaca el Salterio de Westminster, algunos Salterios de Peterborough, un ejemplar ilustrado del siglo XIII para una monja en Amesbury, un salterio para un abad de Evesham, el ricamente decorado llamado Salterio de Oscott, que posiblemente fue iluminado alrededor de 1270 para el posterior Papa Adriano V, y el Salterio Alfonso. Del siglo XIV el Salterio de Ormesby, el Salterio de Luttrell, el Salterio de Gorleston, el Salterio de De Lisle, el Salterio de Peterborough, y, sobre todo, el particularmente magnífico Queen Mary Psalter. Fuera de ello, las biblias y los libros bíblicos individuales se encontraban entre los tipos de libros preferidos para la iluminación de libros en inglés, incluidos los manuscritos iluminados del Apocalipsis del siglo XII, como el Apocalipsis del Trinity College (alrededor de 1242-1250), el Apocalipsis de Lambeth (1260-1270), el Apocalipsis de Douce (1270-1272). Otros temas de iluminación fueron las leyendas de los santos y los bestiarios.
En el siglo XIV, Londres se convirtió en el centro más importante de la iluminación inglesa, donde la corte real ahora tenía un papel principal en la promoción de la iluminación. Westminster, en particular, atrajo a artistas de una amplia variedad de orígenes y dio forma a su propio estilo, primero el estilo de la corte, luego el estilo Queen Mary. A finales del siglo XIV, Ricardo II, en particular, promovió la iluminación de libros. Se crearon importantes manuscritos iluminados con detalles vivos y naturalistas para la familia Bohun en East Anglia.
Alrededor de 1400, una forma de gótico internacional también dominó en Inglaterra. Los numerosos manuscritos de gran formato que se producían cada vez más en esta época son sorprendentes. En el siglo XV, la iluminación de libros en inglés estuvo particularmente influenciada por los manuscritos ilustrados flamencos y del bajo Rin, que se introdujeron en gran número. El iluminador Herman Scheerre, que procedía probablemente del bajo Rin, jugó un papel importante en la primera mitad del siglo XV.
La abolición de los monasterios en 1536-40 y la hostilidad de los reformadores hacia las imágenes en los siglos XVI y XVII ocasionaron graves pérdidas.

### Países Bajos
A lo largo de la Edad Media, el sur de los Países Bajos, con Flandes y Brabante, dominó el área holandesa económica y culturalmente. Partes del sur de los Países Bajos pertenecían a la Corona francesa y habían sido parte de Francia desde el siglo XIV, estando estrechamente relacionados con ella como los Países Bajos Borgoñones. Así es como el gótico francés penetró en el sur de los Países Bajos en el siglo XIII de forma particularmente fuerte. La transición del románico al gótico se completó aquí alrededor de 1250. Desde el período carolingio, la provincia de Limbourg, especialmente la diócesis de Lieja, habían jugado un papel importante como mediadoras entre el arte del libro francés y alemán. En el siglo XIV, Maastricht superó a la ciudad episcopal de Lieja con numerosas ilustraciones bíblicas, vidas de santos, pero también obras profanas, un tercer centro fue Sint-Truiden.
La iluminación de libros flamencos estaba en el siglo XIII todavía completamente bajo la influencia y a la sombra de la de París. Los grandes clientes franceses del siglo XIV atrajeron a los maestros flamencos como Jean de Bondol, André Beauneveu y Jacquemart de Hesdin a París. Presumiblemente bajo la influencia italiana, el espacio tridimensional se convirtió en un tema importante en la iluminación de libros holandeses. La voluntad de ser más fiel a la naturaleza también tuvo efecto en las representaciones de las personas. Alrededor de 1375-1420, la pintura gótica internacional también dominó en los Países Bajos.
En el siglo XV fue el apogeo de la iluminación flamenca. Los principales artistas que trabajaban en Francia, como los hermanos Limbourg y más tarde Barthélemy d'Eyck, procedían de los Países Bajos, pero bajo los reinados de Felipe el Bueno y Carlos el Temerario, las ciudades flamencas también desarrollaron su mayor prosperidad económica y cultural. Felipe, en particular, reunió a destacados artistas como Loyset Liédet, Willem Vrelant y Jan de Tavernier en su corte de Brujas. Un conjunto de manuscritos iluminados de Valenciennes de 1458 a 1489 se atribuye a Simon Marmion y muestra influencias de las representaciones de paisajes de Dirk Bouts. El maestro anónimo de María de Borgoña potenció el ilusionismo de la iluminación holandesa con efectos trampantojos.
En ese momento, la influencia del arte francés  disminuyó y la pintura holandesa antigua desarrolló un carácter propio distintivo, cuya innovación revolucionaria fue la pintura basada en la observación de la naturaleza. Lo que fue inequívocamente nuevo en la pintura holandesa temprana fue que los motivos dorados medievales fueron reemplazados por paisajes realistas como fondo. La observación precisa de la naturaleza también se extendió a la representación del cuerpo humano, cuyo movimiento y superficie se reprodujeron con precisión, así como a la plasticidad de los objetos inanimados a través de efectos de iluminación observados con precisión y utilizados con eficacia. La figura central en la renovación fundamental del arte de este período fue Jan van Eyck, quien pudo haber sido iluminador de libros y quien iluminó el Libro de horas de Turín-Milán.
Después de la muerte de Carlos el Temerario en 1477 y la caída de la Casa de Borgoña, el mercado nacional de artistas holandeses se redujo repentinamente. Como resultado de ello, maestros como Simon Bening y el Maestro del Libro de Oración de Dresde exportaron libros de horas de alta calidad como artículos de lujo a todos los países europeos. Los talleres flamencos no solo tenían un alto nivel de rendimiento, sino que también eran centros de producción bien organizados que podían producir libros devocionales en grandes cantidades y para una amplia gama de clientes. La iluminación colorida y naturalista de esta escuela de Gante-Brujas se encontraba en el umbral de la pintura renacentista.
Los Países Bajos del Norte produjeron pocos manuscritos góticos importantes. El centro más importante fue Utrecht. Una Biblia en rima de Jacob van Maerlant y un manuscrito iluminado Der naturen bloeme del mismo pintor del siglo XIV provienen de la cercana abadía premonstratense de Marienweerd. En Utrecht, hacia 1440, un maestro anónimo creó el ejemplo más magnífico e imaginativo de la iluminación nórdica con más de 150 miniaturas: El Libro de Horas de Catalina de Cleves, que estaba claramente influenciado por la pintura sobre tabla flamenca, particularmente por Robert Campin. También en Utrecht y en Colonia, el Maestro del altar de Bartholomäus estuvo activo como pintor de libros y tablas alrededor de 1470-1510. En Holanda, el arte del grabado suplantó a finales del siglo XV a la iluminación de libros en mayor medida que en el sur. Las pérdidas causadas por la iconoclastia de la Reforma en el siglo XVI dificultan obtener una visión general del arte gótico del norte de Holanda.

### Área de habla alemana
El estilo dentado, que fue influenciado por la arquitectura gótica y caracterizado por el diseño dentado y muy roto de las túnicas, conduce a la pintura gótica en el mundo de habla alemana. No fue hasta alrededor de 1300 que el estilo gótico prevaleció en todas las regiones alemanas. En comparación con Francia, los scriptoriums monásticos dominaron la iluminación de libros durante más tiempo y los talleres comerciales solo aparecieron relativamente tarde.
Las áreas del Alto Rin y del Lago de Constanza, así como el área cultural del Bajo Rin, fueron las primeras en adoptar los nuevos elementos de estilo provenientes de Francia. Especialmente Alsacia, donde Estrasburgo, en el siglo XIII, fue el centro indiscutible del gótico alemán, desempeñando un papel central en el intercambio cultural franco-alemán. Lorena, donde Metz era un importante productor de libros de horas, y Limbourg alrededor de Lieja también jugaron un papel importante como intermediarios. Al sur del lago de Constanza, en Zúrich, entre 1300 y 1340 se creó el Codex Manesse con 137 imágenes de poetas, que también tiene una importancia destacada como testimonio textual del minnesang del alto alemán medio. En la región entre Constanza y Zúrich, en la primera mitad del siglo XIV, se crearon otros códices destacados, entre ellos dos manuscritos, cada uno con la crónica mundial de Rudolf von Ems en relación con Karl des Stricker o el Gradual de Catalina.
Importantes obras góticas tempranas fueron dos graduales de influencia franco-flamenca iluminados en Colonia en 1299 por Johannes von Valkenburg. Después de 1400, Colonia, una de las ciudades más grandes de Europa y ciudad universitaria desde 1388, volvió a convertirse en un centro del arte del libro. Stefan Lochner trabajó allí no solo como pintor de tablas, sino también como iluminador.
Durante el siglo XIV el estilo gótico llegó gradualmente a las regiones orientales: primero aparecieron las scriptoria monásticas austriacas en St. Florian, Kremsmünster, Admont, Seitenstetten, Lilienfeld, Zwettl y Klosterneuburg, influenciadas por Italia y llegando gradualmente a un estilo realista alrededor de 1330. Alberto III organizó en Viena, hacia 1380, un taller de iluminadores de la corte, que existió hasta mediados del siglo XV. Después de una interrupción de algunos años, la iluminación de libros revivió bajo el emperador Maximiliano I, alcanzó nuevas alturas y completó el cambio de estilo al Renacimiento. Al mismo tiempo, bajo Maximiliano, la impresión de libros y el grabado ganaron importancia, por ejemplo a través de la edición impresa de Theuerdanks.
En la segunda mitad del siglo XIV, Bohemia también experimentó un clímax glorioso con la iluminación cortesana en la corte de los luxemburgueses bajo el emperador Carlos IV y el rey Wenzel. Praga se había convertido en el centro político y cultural del imperio imperial y era sede de la primera universidad alemana desde 1348. Entre 1387 y 1405, el taller de Wenceslao, en particular, produjo obras destacadas de la iluminación gótica, incluida la Biblia de Wenceslao en seis volúmenes, la Bula de Oro de 1356 y un manuscrito de Willehalm.

### Italia
Durante más tiempo que en otros países europeos, la iluminación italiana estuvo marcada por la influencia bizantina, que siguió siendo dominante durante mucho tiempo tanto en Venecia, que estaba orientada hacia el este, como en el sur de Italia. Obras notables en la tradición bizantina incluyen el Epistolario de Giovanni da Gaibana de Padua, fechado en 1259. A principios del siglo XIII las influencias alemanas llegaron particularmente al sur de Italia, a través -entre otros- de los Staufer. Famosos textos técnicos ilustrados para los Hohenstaufen fueron el tratado De arte venandi cum avibus (Sobre el arte de cazar con pájaros), que fue ilustrado con estudios naturalistas de aves rapaces, y De balneis puteolanis de la segunda mitad del siglo XIII. El libro sobre cetrería, en particular, muestra que el arte del libro islámico también tuvo un impacto en la iluminación de libros del sur de Italia a través de Sicilia. A medida que avanzaban el Trecento y el Quattrocento, cada vez más ciudades se convirtieron en centros artísticos que promovían el arte como medio de representación y competían por atraer a los mejores artistas. Si bien a principios del siglo XIV Francia influenció la iluminación de libros italianos, en el curso del siglo surgieron estilos cada vez más independientes en las diferentes regiones, y personalidades artísticas individuales. La relación entre la iluminación monumental y la del libro aumentó continuamente durante este período, y el arte en miniatura adoptó cada vez más los esquemas compositivos de la pintura de mayores dimensiones. La literatura italiana, que estaba en su apogeo, hizo necesario encontrar nuevos esquemas de ilustración durante los siglo XIV y cada vez más obras vernáculas, como la Divina Comedia de Dante o el Decamerón de Giovanni Boccaccio, se convirtieron focos de interés y se ilustraron con frecuencia.
En Roma y los monasterios del Lacio, la herencia de la antigüedad era abrumadora e impidió durante mucho tiempo la recepción productiva de los elementos estilísticos góticos. Con el traslado de la sede del Papa a Aviñón, el cliente más importante se perdió entre 1309 y 1377.
Los centros de iluminación italianos se formaron en las ciudades gobernadas por los Visconti: Milán y Pavía, en el norte de Italia, donde la influencia francesa era predominante. En la corte de Visconti, que estaba vinculada dinásticamente a Borgoña, se escribieron principalmente novelas caballerescas cortesanas como Tristán o Lancelot. Hacia finales del siglo XIV, uno de los iluminadores destacados fue Giovannino de' Grassi, quien ilustró, entre otras cosas, una liturgia de las horas y un Breviario Ambrosiano para Gian Galeazzo Visconti. Otros pintores al servicio de los Visconti incluyeron a Belbello da Pavia y Michelino da Besozzo.
En Bolonia se desarrolló en el entorno de la universidad una iluminación de libros independiente, cuyos primeros representantes conocidos fueron Oderisio da Gubbio, celebrado por Dante, y Niccolò di Giacomo. La universidad también produjo nuevos tipos de libros, especialmente libros legales que se iluminaron para la famosa facultad de derecho, pero también textos de autores clásicos.

En el centro de Italia, prevaleció en el ambiente burgués un estilo de ilustración realista y más campechano, que fue representado por Domenico Lenzi de Florencia a mediados del siglo XIV. La recepción más temprana de la concepción espacial de la imagen de Giotto se puede encontrar en las miniaturas de Pacino di Bonaguida. Entre los artistas más originales se encuentra Bernardo Daddi, cuya principal obra es el Biadaiolo. Los iluminadores florentinos a menudo prescindían de cualquier adorno decorativo y se concentraban por completo en la ilustración pura del texto. Simone Martini, que vino de Siena, creó principalmente pinturas monumentales, pero también fue un miniaturista activo, por ejemplo por encargo de Petrarca, para quien pintó el frontispicio del Codex Ambrosianus alrededor de 1340.

### España y Portugal
España y Portugal estuvieron influenciados por los moros hasta la Alta Edad Media, y el arte cristiano permaneció en gran medida aislado de los desarrollos en el resto de Europa.[cita requerida] A mediados del siglo XIII, sin embargo, la Reconquista había devuelto la península ibérica al poder cristiano, con excepción de Granada. Posteriormente, el arte de los reinos peninsulares de Aragón, Castilla, León, Portugal y Navarra se abrió paulatinamente a las influencias europeas. Desde el siglo XIII, artistas de Francia, Holanda e Italia llegaron principalmente a la corte castellana y a la metrópoli comercial catalana de Barcelona.[cita requerida] Hasta mediados del siglo XIV, el Reino de Mallorca estuvo particularmente receptivo a las influencias francesa e italiana.[cita requerida]

Entre las obras de iluminación del siglo XIII destacan Las Cantigas de Santa María y el Libro de los juegos, grabados e iluminados para Alfonso X.

### Escandinavia
La iluminación de libros jugó un papel secundario en el arte escandinavo y fue de un nivel modesto. El número relativamente pequeño de monasterios ricos, escuelas importantes y personas alfabetizadas contribuyó significativamente a este papel marginal del arte del libro. Fue influenciado estilísticamente por el arte anglosajón y alemán, pero conservó el lenguaje formal de épocas anteriores durante más tiempo. La iluminación del siglo XIII está limitada en gran medida a las iniciales historizadoras arcaicas en estilo románico. No fue hasta alrededor de 1300 que las formas góticas prevalecieron bajo la influencia inglesa. Al mismo tiempo, muchas iluminaciones del norte de Europa de toda la Edad Media muestran un carácter folclórico provinciano. Los libros de derecho ocupan una posición destacada entre los códices escandinavos ilustrados.

### Iluminación judía
Un caso especial de la pintura gótica es la iluminación de los manuscritos hebreos, que por un lado formaba parte del panorama artístico regional y encajaba en el estilo contemporáneo del país respectivo, pero por otro lado mostraba puntos en común en toda Europa y, por lo tanto, se diferenciaba de las escuelas locales.
En Europa, la iluminación de libros judíos recién apareció en el siglo XIII con representaciones figurativas, mientras que originalmente se limitaba por completo a la ornamentación. Las Biblias hebreas litúrgicas que se usaban en la sinagoga eran básicamente en forma de rollos y siempre sin adornos. Los libros religiosos ilustrados estaban destinados al uso privado, principalmente la Biblia hebrea que contenía la Torá, el Pentateuco, los Profetas y el Ketuvim. Otros textos judíos que fueron frecuentemente ilustrados son la Hagadá, el contrato de matrimonio ketuba y los escritos de Maimónides y Rashi.
El arte del libro de los sefardíes en España y los judíos en Provenza estuvo fuertemente influenciado por los sistemas decorativos orientales y alcanzó su apogeo en el siglo XIV. Eran características las ilustraciones a toda página y la representación de los utensilios de culto del tabernáculo en oro. La combinación de ornamentación gótica y musulmana europea es típica de las pocas biblias judías supervivientes de la península ibérica. Es el caso, por ejemplo, de la particularmente magnífica Biblia catalana Farchi (1366-1382) de Elisha ben Abraham Crescas. Con la expulsión de los judíos de Francia en 1394 y de España en 1492, donde ya habían sido aplastadas muchas comunidades judías en 1391, y luego de Portugal, el auge cultural en esos países llegó a un abrupto fin.